# Andromma raffrayi
Espèce
Synonymes
- Andromma raffrayi inhacorensis Lessert, 1936

Andromma raffrayi est une espèce d'araignées aranéomorphes de la famille des Liocranidae.

## Distribution
Cette espèce se rencontre en Afrique du Sud, en Namibie et au Mozambique.

## Description
Le mâle syntype mesure 3 mm et la femelle syntype 3 mm.
Le mâle décrit par Bosselaers et Jocqué en 2022 mesure 3,34 mm et la femelle 3,34 mm.
Cette araignée est myrmécophile. Elle se rencontre dans des fourmilières de Plagiolepis sp..

## Systématique et taxinomie
Cette espèce a été décrite par Simon en 1899.
Andromma raffrayi inhacorensis a été placé en synonymie par Bosselaers et Jocqué en 2022.

## Étymologie
Cette espèce est nommée en l'honneur d'Achille Raffray.

## Publication originale
- Simon, 1899 : « Description d'une araignée myrmécophile du Cap de Bonne-Espérance (Andromma Raffrayi n. sp.). » Bulletin de la Société Entomologique de France, vol. 1899, p. 179-181 (texte intégral).